# 福村 (弘前市)
福村（ふくむら）は、青森県弘前市の地名。郵便番号は036-8082。

## 地理
国道102号が縦貫し、平川に沿うように位置する地域で、平川をはさんで平川市に接する。平川は当地の北から東へ沿うように流れる。小字のほかに一丁目があり、北から東にかけて平川市日沼、東南は平川市松館、南は新里、西は早稲田・福田に接する。

### 小字
小字として上川原・下川原・新舘添・舘元・俵元・林元・福富・堀合・早稲田がある。

## 沿革
- 1889年（明治22年） - 豊田村の一部。
- 1891年（明治24年） - 当時の記録では人口503、戸数57、厩22、水車1であった。
- 1955年（昭和30年） - 弘前市の大字になる。

## 世帯数と人口
2017年（平成29年）6月1日現在の世帯数と人口は以下の通りである。
| 丁目・大字       | 世帯数  | 人口  |
| ---------------- | ------- | ----- |
| 福村一丁目       | 33世帯  | 78人  |
| 福村（小字全域） | 353世帯 | 852人 |
| 計               | 386世帯 | 930人 |

## 施設

### 教育
- 保育園みのり
- 弘前市立福村小学校

### 医療
- ESTクリニック

### 福祉
- 老人ホーム福寿園
- 軽費老人ホームコーポはるな
- デイサービスセンターはるなの家

### 公共
- 興東観光開発健康温泉桃太郎
- 福村農業研修会館

## 小・中学校の学区
市立小・中学校に通う場合、学区は以下の通りとなる。
| 大字       | 番地 | 小学校             | 中学校           |
| ---------- | ---- | ------------------ | ---------------- |
| 福村       | 全域 | 弘前市立福村小学校 | 弘前市立東中学校 |
| 福村一丁目 | 全域 | 弘前市立福村小学校 | 弘前市立東中学校 |

## 交通
- 弘南バス

ESTクリニック前、保育所前、福村、福村小学校前（弘前駅 - 福田・さくら野弘前店経由 - 弘前駅城東口線）停留所。